# Robin Hayward
Robin Hayward (* 1969 in Brighton) ist ein britischer Tubist und Komponist, der sich der mikrotonalen Musik widmet und dabei Ansätze der Improvisations- und der experimentellen Musik verfolgt.

## Leben und Wirken
Hayward studierte an der University of Manchester Musiktheorie und Komposition und am Royal Northern College of Music Tuba. Nach erfolgreichem Abschluss 1991 war er in den Musikszenen von Manchester und London tätig. Seit 1998 lebt und arbeitet er in Berlin.
Hayward hat Soloprogramme für die Tuba entwickelt, arbeitete aber auch regelmäßig mit Musikern der Berliner Echtzeitszene und mit Amelia Cuni, Charles Curtis und Roberto Fabbriciani. Zwischen 2002 und 2012 gehörte er zum Ensemble KNM Berlin. Haywards Ansatz wurde sowohl auf seinen Solo-Alben Valve Division, States of Rushing, Nouveau Saxhorn Nouveau Basse und Rubble Master als auch auf Aufnahmen diverser kooperativer Projekte dokumentiert, so etwa mit dem mikrotonalen Tubatrio Microtub (mit Peder Simonsen und Martin Taxt), dem Tuba-Kontrabass-Duo Reidemeister Move (mit Christopher Williams) und dem in Berlin ansässigen Quintett Tonaliens. 2005 gründete er das Ensemble Zinc & Copper, mit dem er in der aktuellen Besetzung mit Hilary Jeffery und Elena Margarita Kakaliagou 2017 auf dem JazzFest Berlin auftrat. 2016 kam es zu Aufnahmen mit George Lewis und dem Splitter Orchester. Auch kam es zur Zusammenarbeit mit Komponisten wie Christian Wolff, Alvin Lucier und Éliane Radigue und mit Klangkörpern wie dem Rundfunk-Sinfonieorchester Berlin und dem Konzerthausorchester Berlin. Als Solist und in Ensembles wurde er zu verschiedenen internationalen Festivals eingeladen, wie den Donaueschinger Musiktagen, MaerzMusik, Fri Resonans, dem Festival van Vlaanderen/Ghent, Ostrava New Music Days, Sound Symposium, den chiffren/Kieler Tage für Neue Musik und Wien Modern. 
Mit seinem Schaffen hat er radikale Innovationen der Spieltechnik von tiefen Blechblasinstrumenten eingeleitet, zuerst durch die Entdeckung des „Geräusch-Ventils“ und später durch die Erforschung einer umfassenden Mikrotonalität der Tuba im Jahr 2009. 2012 entwickelte er das Hayward Tuning Vine, mit dem sich der in der mikrotonalen Tuba enthaltenen harmonischen Raum darstellen lässt.

## Preise und Auszeichnungen
2012 erhielt Hayward den Clifford Bevan Award for Excellence in Research von der International Tuba and Euphonium Association (ITEA) für seinen in 2011 veröffentlichten Artikel über die Geschichte und Entstehung der mikrotonalen Tuba. 2016 wurde er vom ITEA mit dem Jim and Jamie Self Creative Award ausgezeichnet, für seine Arbeit mit der mikrotonalen Tuba und den Hayward Tuning Vine.

## Diskographische Hinweise
- Microtub: Thin Peaks (2024)